# 시크릿 에이전트 클랭크
《시크릿 에이전트 클랭크》(Secret Agent Clank)는 2007년에 출시된 인섬니악 게임스의 비디오 게임이다.